# Pęperzyn (przystanek kolejowy)
Pęperzyn – nieczynny przystanek kolejowy, a dawniej także ładownia w Pęperzynie na linii kolejowej Świecie nad Wisłą – Złotów, w województwie kujawsko-pomorskim.